# .sn
.sn è il dominio di primo livello nazionale assegnato al Senegal.
È amministrato dall'Università Cheikh Anta Diop.